# Tetragnatha gressittorum
Tetragnatha gressittorum là một loài nhện trong họ Tetragnathidae.
Loài này thuộc chi Tetragnatha. Tetragnatha gressittorum được miêu tả năm 1987 bởi Okuma.